# Tổ chức Hiệp ước Đông Nam Á

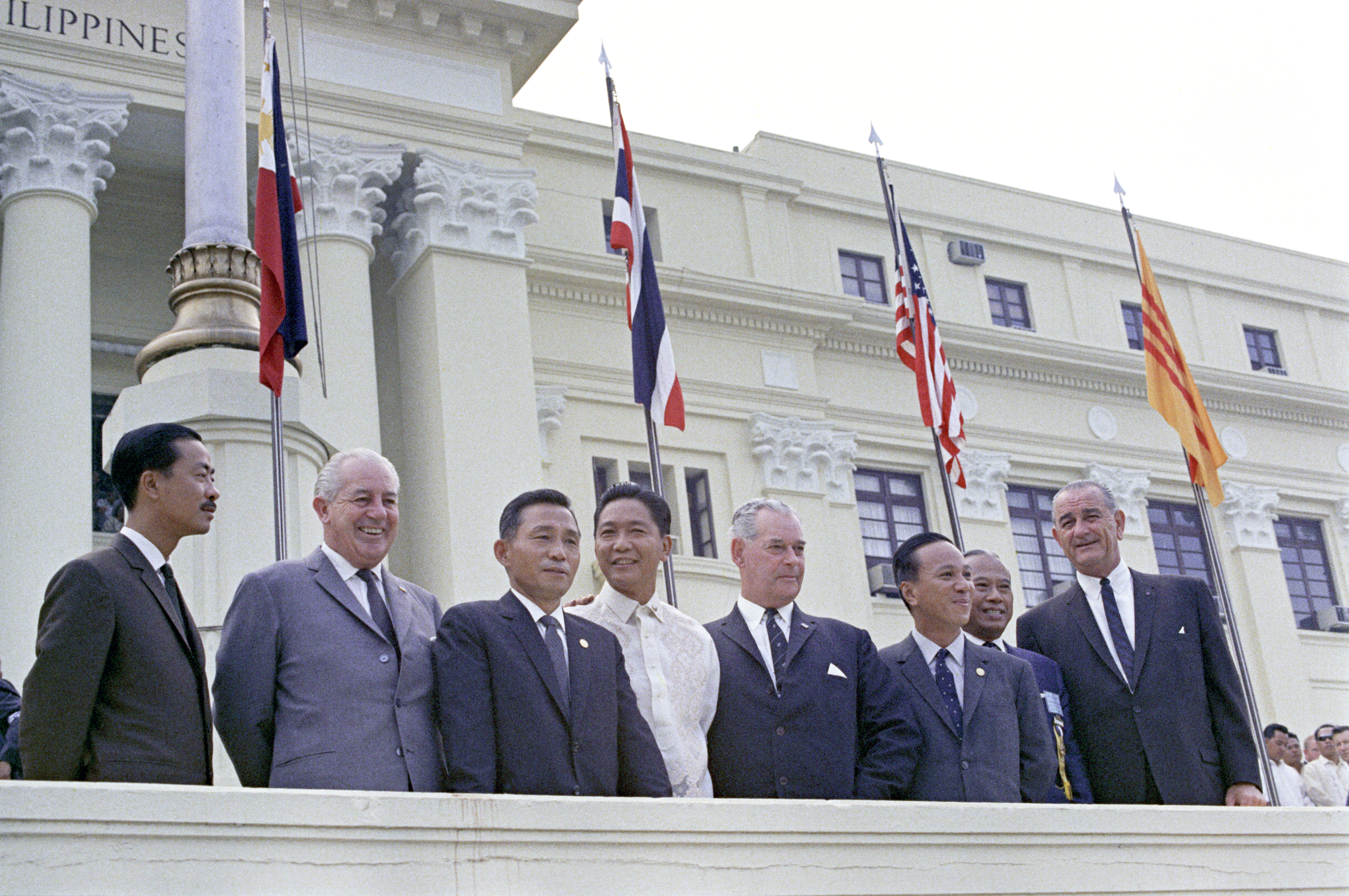
Quan chức lãnh đạo của một số quốc gia thành viên SEATO trước thềm Tòa nhà Quốc hội tại Manila, hội nghị do Tổng thống Philippines Ferdinand Marcos chủ trì vào ngày 24 tháng 10 năm 1966.

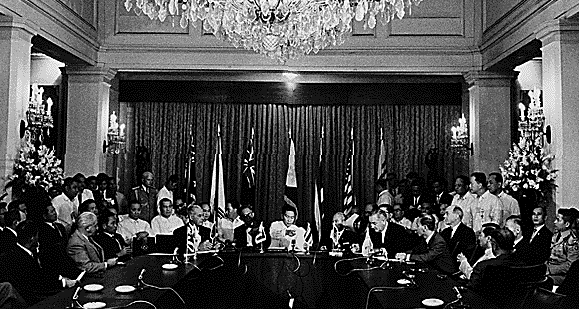
Một hội nghị của SEATO tại Manila

Tổ chức Hiệp ước Đông Nam Á（tiếng Anh: Southeast Asia Treaty Organization, viết tắt theo tiếng Anh là SEATO), cũng còn gọi là Tổ chức Liên phòng Đông Nam Á hay Tổ chức Minh ước Đông Nam Á là một tổ chức quốc tế đã giải tán. Tổ chức phòng vệ này được thành lập căn cứ theo Hiệp ước phòng thủ tập thể Đông Nam Á hay Hiệp ước Manila được ký vào tháng 9 năm 1954, thể chế chính thức của SEATO được thiết lập vào ngày 19 tháng 2 năm 1955 tại Bangkok, Thái Lan:1, trụ sở cũng đặt tại Bangkok. Tổ chức từng có 8 quốc gia thành viên.
Tổ chức Hiệp ước Đông Nam Á được thành lập với mục đích ngăn chặn sự lan tràn của chủ nghĩa cộng sản tại châu Á:338-339, tuy nhiên do chia rẽ nội bộ nên tổ chức này không có biện pháp thi hành hữu hiệu hành động phòng vệ, không thể can thiệp trong Nội chiến Lào và Chiến tranh Việt Nam, do đó sau khi tổ chức giải tán có học giả nhận định đây là một tổ chức quốc tế thất bại; tuy nhiên trên một phương diện khác, các kế hoạch văn hóa và giáo dục do tổ chức này tài trợ có ảnh hưởng sâu xa đối với khu vực Đông Nam Á:183. Do có nhiều quốc gia thành viên không còn muốn tham dự công tác của hội, lần lượt rút lui nên Tổ chức cuối cùng giải tán vào ngày 30 tháng 6 năm 1977.

## Khởi nguyên và cấu trúc
Tổ chức Hiệp ước Đông Nam Á được thành lập theo Chủ thuyết Truman:439, nhằm áp chế thế lực cộng sản chủ nghĩa tại châu Á:338-339, đồng thời phòng ngừa thế lực của Trung Quốc và Miền Bắc Việt Nam phát triển về phương nam. Trong thời gian Eisenhower đảm nhiệm chức vụ Tổng thống Hoa Kỳ, Ngoại trưởng John Foster Dulles (tại nhiệm 1953–1959) mở rộng khái niệm phòng thủ tập thể chống cộng đến Đông Nam Á nhằm đạt được mục đích kể trên.:1 Cuối năm 1953, Phó Tổng thống Hoa Kỳ đương thời là Richard Nixon sau khi công du châu Á đã chủ trương thành lập tại châu Á một tổ chức theo mô hình của Tổ chức Hiệp ước Bắc Đại Tây Dương (NATO):173-174. Ngoài ra, Hoa Kỳ và Việt Nam Cộng hòa đều không ủng hộ Hiệp định Genève 1954. Đến ngày 8 tháng 9 cùng năm, Hoa Kỳ cùng một số quốc gia khác tại Manila ký kết "Hiệp ước phòng thủ tập thể Đông Nam Á" (còn gọi là "Hiệp ước Manila"); chuyên gia của các quốc gia ký kết đã triển khai đàm phán nội dung hiệp ước từ vài ngày trước đó, đồng thời vào ngày 6 tháng 9 tại Manila triệu tập hội nghị, thành lập liên minh quân sự. Các quốc gia ký kết "Hiệp ước Manila" sau đó căn cứ theo hiệp ước để lập nên Tổ chức Hiệp ước Đông Nam Á. Đối tượng mà tổ chức bao vây ngăn chặn là nước Cộng hòa Nhân dân Trung Hoa thi hành xã hội chủ nghĩa:97. Quốc gia thành viên của Tổ chức Hiệp ước Đông Nam Á (đặc biệt là Hoa Kỳ) nhận định rằng thể chế này có khả năng cản trở những người cộng sản thay đổi bản đồ chính trị Đông Nam Á.
Sau khi thành lập tổ chức, các quốc gia phương tây từng có ý muốn phát triển thể chế này thành NATO phiên bản Đông Nam Á:836. Tổ chức Hiệp ước Đông Nam Á điều phối quân đội các quốc gia thành viên nhằm đạt đến mục đích phòng vệ tập thể. Năm 1957, trong hội nghị của SEATO tại Canberra thiết lập Hội đồng Bộ trưởng, Bộ tham mưu quốc tế cùng các ủy ban về kinh tế, an ninh và thông tin, đồng thời lập chức vụ Tổng thư ký. Tổng thư ký đầu tiên của tổ chức là Pote Sarasin, ông là một nhà ngoại giao và chính trị người Thái Lan, từng giữ chức Đại sứ Thái Lan tại Hoa Kỳ trong khoảng thời gian 1952-1957:186, và từng giữ chức Thủ tướng Thái Lan từ tháng 9 đến hết năm 1957. Từ đó về sau, Tổ chức Hiệp ước Đông Nam Á do Tổng thư ký lãnh đạo.:184.
Khác với NATO, Tổ chức Hiệp ước Đông Nam Á không thiết lập quyền chỉ huy thống nhất đối với lực lượng thường trực. Ngoài ra, nguyên tắc phản ứng của SEATO trong trường hợp chủ nghĩa cộng sản thể hiện "uy hiếp chung" đối với các quốc gia thành viên là mơ hồ và vô hiệu, song việc là thành viên của tổ chức cung cấp cho Hoa Kỳ một cơ sở pháp lý để tiến hành can thiệp quy mô lớn trong Chiến tranh Việt Nam

## Thành viên
Bất chấp danh xưng của mình, trong số tám quốc gia thành viên của Tổ chức Hiệp ước Đông Nam Á chỉ có Thái Lan và Philippines nằm tại Đông Nam Á; các thành viên còn lại của tổ chức bao gồm Anh Quốc, Hoa Kỳ, New Zealand, Pakistan (bao gồm Đông Pakistan, nay là Bangladesh), Pháp, Úc.
Thời điểm Tổ chức Hiệp ước Đông Nam Á được thành lập, Philippines và Hoa Kỳ có quan hệ đặc biệt mật thiết；Thái Lan đang nằm dưới quyền chính phủ quân sự cũng thi hành chính sách ngoại giao thân Mỹ. Ngoài ra, hai quốc gia này đều phải đối diện với tình trạng cộng sản mới bắt đầu nổi dậy trong nước. Thái Lan lưu ý đến việc Trung Quốc lập khu tự trị dân tộc Thái tại tỉnh Vân Nam (năm 1953 lập Khu tự trị dân tộc Thái và dân tộc Cảnh Pha Đức Hoành và Khu tự trị dân tộc Thái Tây Song Bản Nạp） và chi viện cho người H'Mông tại miền bắc Thái Lan, Pathet Lào và Việt Nam Dân chủ Cộng hòa cũng ủng hộ các bộ tộc tại khu vực Đông Bắc Thái Lan khởi binh. Nhà đương cục Thái Lan lo ngại Trung Quốc và miền Bắc Việt Nam, lo lắng tổ chức của Đảng Cộng sản Trung Quốc tại Thái Lan tiến hành hoạt động lật đổ. Trước cục diện này, Thái Lan tìm kiếm viện trợ của Hoa Kỳ, do đó đó tích cực tham dự hoạt động của Tổ chức Hiệp ước Đông Nam Á. Philippines hi vọng thông qua tham dự quá trình thành lập Tổ chức Hiệp ước Đông Nam Á để thiết lập hình tượng quốc gia độc lập và tăng cường an ninh quốc gia. Ngoài ra, đương thời Brunei là quốc gia được Anh Quốc bảo hộ, song từ năm 1962 đến năm 1963 bùng phát bạo loạn, Anh Quốc cùng Úc và New Zealand đều phái binh đến Brunei, hiệp trợ Brunei bình định bạo loạn.
Các quốc gia Đông Nam Á còn lại không tham dự Tổ chức Hiệp ước Đông Nam Á khác vì nhiều nguyên nhân khác nhau: Miến Điện và Indonesia là thành viên của Phong trào không liên kết, nhận định rằng duy trì ổn định xã hội trong nước quan trọng hơn là đối phó với uy hiếp của cộng sản, do đó cự tuyệt gia nhập, thậm chí phản đối Tổ chức Hiệp ước Đông Nam Á. Cựu thủ tướng Djuanda Kartawidjaja và cựu Phó Tổng thống Adam Malik của Indonesia từng biểu thị Indonesia sẽ không gia nhập Tổ chức Hiệp ước Đông Nam Á. Malaya do đã ký với Anh Quốc hiệp định phòng thủ nên được Anh Quốc hiệp trợ đối phó với cuộc nổi dậy của Đảng Cộng sản Malaya và xung đột với Indonesia, do đó Malaya (sau đó là Malaysia, Singapore) không gia nhập Tổ chức Hiệp ước Đông Nam Á. Tuy nhiên, Malaysia và Singapore có thể thông qua Anh Quốc để biết được các động thái mới nhất của Tổ chức Hiệp ước Đông Nam Á. Việt Nam Cộng hòa, Campuchia và Lào do tuân thủ quy định trong Hiệp định Genève nên không gia nhập, tuy vậy các quốc gia này vẫn được tổ chức đặt dưới bảo hộ quân sự của mình. Tuy nhiên, năm 1956 Campuchia cự tuyệt tiếp nhận bảo hộ của Tổ chức Hiệp ước Đông Nam Á.
Các quốc gia khác gia nhập Tổ chức Hiệp ước Đông Nam Á vì các nguyên nhân khác nhau, đối với Úc và New Zealand, Tổ chức Hiệp ước Đông Nam Á được nhận định là tổ chức vừa ý hơn ANZUS, Anh Quốc và Pháp đều từng lập thuộc địa tại Đông Nam Á, cũng quan tâm đến phát triển cục thế tại Đông Dương, do đó gia nhập Tổ chức Hiệp ước Đông Nam Á. Pakistan và Ấn Độ giao chiến, hy vọng có thể được các quốc gia khác ủng hộ, do đó gia nhập Tổ chức Hiệp ước Đông Nam Á. Trong Chiến tranh Lạnh, Hoa Kỳ nhận định Đông Nam Á là tiền tuyến chủ chốt, cho rằng thành lập SEATO là điều cần thiết trong chính sách ngăn chặn của mình.
Các quốc gia thành viên của Tổ chức Hiệp ước Đông Nam Á vào giữa thập niên 1950 đều thi hành chủ nghĩa chống cộng, trong đó Anh Quốc, Úc và Hoa Kỳ đại diện cho các cường quốc phương Tây:604. Tại Hoa Kỳ, Thượng nghị viện phê chuẩn việc tham gia Hiệp ước phòng thủ tập thể Đông Nam Á với 82 phiếu ủng hộ, 1 phiếu phản đối. Hoa Kỳ đương thời có ý cùng liên thủ với Trung Hoa Dân Quốc tại Đài Loan, Philippines, Nhật Bản, Hàn Quốc và các quốc gia ký kết "Hiệp ước Manila", và Hiệp ước ANZUS hợp thành hệ thống phòng thủ Tây Thái Bình Dương.
Canada và Trung Hoa Dân Quốc vốn đã trù tính gia nhập Tổ chức Hiệp ước Đông Nam Á, song Canada muốn chuyên tâm xử lý công việc của NATO:138, còn Anh Quốc, Pháp, Philippines, Pakistan phản đối Trung Hoa Dân Quốc gia nhập, cuối cùng không thể giải quyết. Ngoài ra, đại biểu các quốc gia thương nghị nội dung hiệp ước, cuối cùng quy định "Hiệp ước Manila" chỉ áp dụng trong phạm vi đến 21°30' vĩ Bắc, do đó không áp dụng cho Hồng Kông, tránh gây khó khăn cho Anh Quốc.

## Quân sự

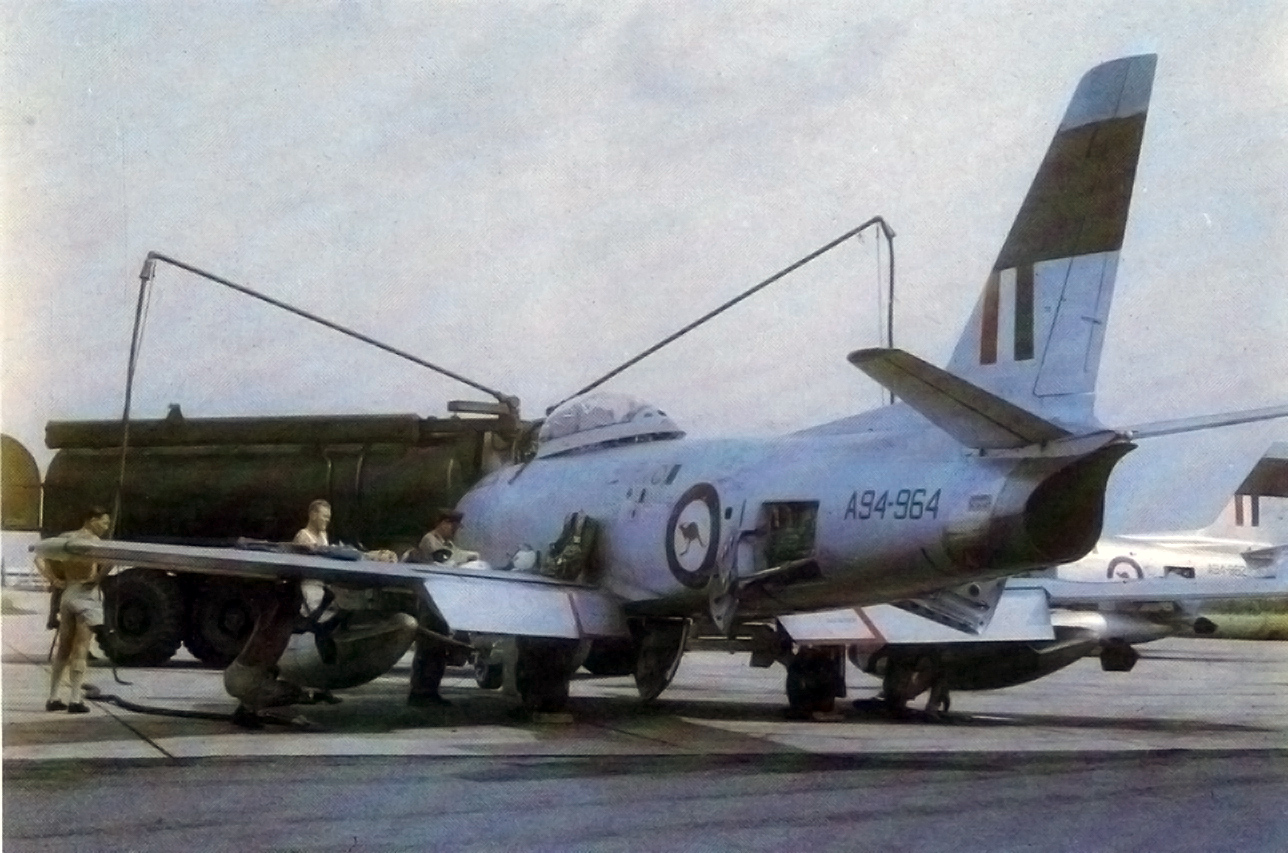
Úc phái trung đội không quân số 79 đồn trú tại Căn cứ Không quân Hoàng gia Thái Lan Ubon, thực hiện cam kết của mình trong khuôn khổ SEATO.

Sau khi Tổ chức Hiệp ước Đông Nam Á được thành lập, tổ chức nhanh chóng trở nên không quan trọng trên phương diện quân sự do đại bộ phận các quốc gia thành viên có cống hiến rất ít cho liên minh:138. Mặc dù quân đội các quốc gia thành viên tiến hành diễn tập quân sự liên hiệp, song chưa từng cùng tác chiến, nguyên nhân là giữa các quốc gia này phát sinh tranh chấp; như do Anh và Pháp phản đối nên tổ chức không thể can thiệp trong xung đột tại Lào. Do đó, Hoa Kỳ đơn phương chi viện cho Vương quốc Lào từ sau năm 1962. Hoa Kỳ hy vọng SEATO tham gia Chiến tranh Việt Nam, song tổ chức này cuối cùng do Anh và Pháp bất hợp tác nên không thể thực hiện. Cuối cùng, Hoa Kỳ chỉ có thể tự thân xuất binh đến Việt Nam tham chiến theo yêu cầu của Chính phủ Việt Nam Cộng hòa.
Hoa Kỳ và Úc dùng liên minh để biện hộ cho việc họ tham dự Chiến tranh Việt Nam:138. Hoa Kỳ lấy tư cách hội viên của minh làm lý do tiến hành can thiệp quân sự quy mô lớn tại Đông Nam Á, các đồng minh của Anh và các quốc gia chủ chốt tại châu Á chấp nhận lý do này. Năm 1962, theo cam kết của mình với SEATO, Không quân Hoàng gia Úc triển khai các máy bay CAC Sabre của Trung đội số 79 đến Căn cứ Không quân Hoàng gia Thái Lan Ubon. Các máy bay Sabre này bắt đầu tham dự trong Chiến tranh Việt Nam từ năm 1965, khi chúng chịu trách nhiệm bảo vệ máy bay của Không quân Hoa Kỳ tiến hành oanh tạc miền Bắc Việt Nam từ căn cứ Ubon.

## Ảnh hưởng văn hóa

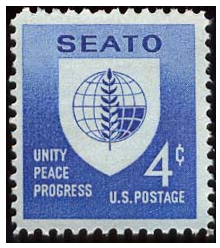
Một tem bưu chính Hoa Kỳ có huy hiệu SEATO.

Ngoài tiến hành luyện tập quân sự liên hiệp, các quốc gia thành viên Tổ chức Hiệp ước Đông Nam Á còn nỗ lực cải thiện vấn đề xã hội và kinh tế:183. Trong tổ chức, các hoạt động như vậy do Ủy ban Thông tin, Văn hóa, Giáo dục và Lao động phụ trách, chúng nằm trong số các thành công lớn nhất của tổ chức.:183 Năm 1959, Tổng thư ký đầu tiên của Tổ chức Hiệp ước Đông Nam Á là Pote Sarasin cho lập Trường sau đại học kỹ thuật SEATO (nay là Viện Công nghệ châu Á) nhằm đào tạo các kỹ sư:186. Ngoài ra, Tổ chức Hiệp ước Đông Nam Á còn tài trợ thành lập Trung tâm phát triển giáo viên tại Bangkok, cùng Học viện Đào tạo kỹ thuật quân sự Thái Lan:188. Dự án Lao động lành nghề SEATO nhằm đào tạo kỹ năng cho thợ thủ công, đặc biệt là tại Thái Lan, tại đây có 91 xưởng đào tạo được lập ra:188.
Tổ chức Hiệp ước Đông Nam Á đồng thời cũng cung cấp kinh phí nghiên cứu và tài trợ cho các lĩnh vực nông nghiệp và y tế:189. Năm 1959, SEATO lập Phòng thí nghiệm nghiên cứu bệnh tả tại Bangkok, sau đó lập một phòng nghiên cứu bệnh tả nữa tại Dhaka, Đông Pakistan:189. Phòng thí nghiệm tại Dhaka nhanh chóng trở thành cơ sở nghiên cứu bệnh tả hàng đầu thế giới và sau này đổi tên thành Trung tâm Quốc tế nghiên cứu bệnh tiêu chảy:189-190. Tổ chức này còn quan tâm đến văn học, một giải thưởng văn học SEATO được lập ra để trao thưởng cho tác gia ưu tú đến từ các quốc gia thành viên.

## Phê bình và giải tán
Liên Xô và Trung Quốc biểu thị phản đối ngay từ khi Tổ chức Hiệp ước Đông Nam Á được thành lập. Dựa theo văn kiện do nhà đương cục Liên Xô biên soạn, chủ nghĩa thực dân không muốn thấy nhân dân thuộc địa nổi dậy, tự do phát triển, song không thể khiến nhân dân các quốc gia Á-Phi từ bỏ đấu tranh, do vậy họ thay đổi sách lược, lập ra các tập đoàn xâm lược như Tổ chức Hiệp ước Đông Nam Á, áp bức nhân dân bị nô dịch, trấn áp phong trào giải phóng dân tộc; Lãnh tụ Liên Xô và các quốc gia châu Á như Ấn Độ và Miến Điện phản đối SEATO, khiển trách kiểu tập đoàn xâm lược này, kết luận rằng tập đoàn này không thể khiến thế giới thêm hòa bình. Thủ tướng Trung Quốc Chu Ân Lai nhận định rằng các nước Anh, Mỹ muốn dựa vào liên minh chống cộng để khiến Đông Nam Á phân liệt, song vì Hiệp định Genève nên không thành, họ lại thuyết phục SEATO nhìn nhận Trung Quốc là kẻ thù, ý muốn phân liệt châu Á, can thiệp nội chính các quốc gia châu Á, khiến cục thế khu vực càng thêm căng thẳng.
Bộ trưởng Ngoại giao Hoa Kỳ Dulles nhận định SEATO là một yếu tố cần thiết trong chính sách ngoại giao của Hoa Kỳ tại châu Á. Tuy nhiên, không phải thành viên SEATO nào cũng đồng ý với chủ trương của Hoa Kỳ về việc dùng biện pháp quân sự để áp chế thế lực cộng sản chủ nghĩa. Năm 1954, Thủ tướng Anh Quốc Anthony Eden biểu thị vấn đề cộng sản chủ nghĩa tại châu Á vừa là vấn đề chính trị, vừa là vấn đề quân sự, do đó không thể chỉ dựa vào biện pháp quân sự để áp chế người cộng sản; nếu muốn sử dụng biện pháp quân sự để ngăn chặn hữu hiệu vấn đề này, cần phải đạt được sự ủng hộ rộng rãi nhất của các quốc gia châu Á.
Do Pháp không hăng hái tham gia công tác của Tổ chức Hiệp ước Đông Nam Á, còn Anh Quốc tuyên bố từ năm 1971 bắt đầu triệt thoái quân đội khỏi khu vực phía đông Kênh đào Suez, Tổ chức Hiệp ước Đông Nam Á bất lực trước hành động quân sự của thế lực cộng sản chủ nghĩa. Cuối cùng, Đảng Cộng sản Việt Nam, Pathet Lào và Khmer Đỏ vào năm 1975 lần lượt lật đổ các chính quyền thân Mỹ. Ngoài ra, ngoại trừ Hoa Kỳ, các thành viên còn lại của Tổ chức Hiệp ước Đông Nam Á vào thời điểm giải tán đều đã lập quan hệ ngoại giao với Trung Quốc, song từ sau khi Nixon thăm Trung Quốc vào năm 1972, quan hệ Mỹ-Trung cũng đã hòa hoãn.
Thập niên 1970, một số quốc gia thành viên của Tổ chức Hiệp ước Đông Nam Á không muốn tham dự công tác của tổ chức, đồng thời rút khỏi tổ chức: Đông Pakistan được Ấn Độ chi viện đã ly khai Pakistan, lập ra Bangladesh, một năm sau Pakistan rút khỏi Tổ chức Hiệp ước Đông Nam Á; vào năm 1975 Pháp quyết định không tiếp tục viện trợ kinh tế trong khuôn khổ tổ chức. Các quốc gia thành viên khác của Tổ chức Hiệp ước Đông Nam Á vào năm 1975 ra công báo, tuyên bố do tình hình biến đổi, tổ chức sẽ giải tán, song hoạt động và kế hoạch do tổ chức thi hành sẽ được duy trì dưới hình thức khác. Tổ chức Hiệp ước Đông Nam Á cử hành hội nghị cuối cùng vào ngày 20 tháng 2 năm 1976, đến ngày 30 tháng 6 năm 1977 thì chính thức giải tán.
Đại đa số sử gia nhận định "Hiệp ước phòng thủ tập thể Đông Nam Á" là hiệp ước thất bại, trong các sử sách có rất ít đề cập đến hiệp ước này:1. Quan chức ngoại giao Anh Quốc James Cable từng hình dung trong The Geneva Conference of 1954 on Indochina rằng Tổ chức Hiệp ước Đông Nam Á như một chiếc lá sung che đậy chính sách trơ trụi của Hoa Kỳ, còn Hiệp ước Manila là vườn thú gồm các con hổ giấy (hoặc các con sư tử giấy).:1